# Ratoszyn (gromada)
Ratoszyn – dawna gromada, czyli najmniejsza jednostka podziału terytorialnego Polskiej Rzeczypospolitej Ludowej w latach 1954–1972.
Gromady, z gromadzkimi radami narodowymi (GRN) jako organami władzy najniższego stopnia na wsi, funkcjonowały od reformy reorganizującej administrację wiejską przeprowadzonej jesienią 1954 do momentu ich zniesienia z dniem 1 stycznia 1973, tym samym wypierając organizację gminną w latach 1954–1972.
Gromadę Ratoszyn z siedzibą GRN w Ratoszynie (obecnie są to dwie wsie: Ratoszyn Pierwszy i Ratoszyn Drugi) utworzono – jako jedną z 8759 gromad na obszarze Polski – w powiecie lubelskim w woj. lubelskim na mocy uchwały nr 12 WRN w Lublinie z dnia 5 października 1954. W skład jednostki weszły obszary dotychczasowych gromad Ratoszyn I (bez miejscowości Kawęczyn wieś), Ratoszyn II, Grondy i Zosinek oraz miejscowość Radlin wieś z dotychczasowej gromady Radlin ze zniesionej gminy Chodel w tymże powiecie. Dla gromady ustalono 26 członków gromadzkiej rady narodowej.
1 stycznia 1956 gromada weszła w skład nowo utworzonego powiatu bełżyckiego w tymże województwie.
1 stycznia 1969 do gromady Ratoszyn włączono wsie Łopiennik, Ludwinów, Majdan Radliński i Stasin oraz kolonie Kępa i Zakącie ze zniesionej gromady Łopiennik w tymże powiecie.
Gromada przetrwała do końca 1972 roku, czyli do kolejnej reformy gminnej.